# Civettictis civetta
La civeta africana (Civettictis civetta) es una especie de mamífero carnívoro de la familia Viverridae, el único miembro del género Civettictis. Puebla los bosques del África subsahariana, sobre todo los del África austral. Es un animal omnívoro. No se encuentra amenazado de extinción.
La civeta africana es principalmente nocturna y pasa el día durmiendo entre una densa vegetación, pero se despierta al atardecer. Es un mamífero solitario con una coloración única: las manchas blancas y negras que cubren su pelaje grueso y los anillos en la cola son un patrón críptico eficaz. Las bandas negras que rodean sus ojos se parecen mucho a las del mapache. Otras características distintivas son sus cuartos traseros desproporcionadamente grandes y su cresta dorsal eréctil. Es un omnívoro generalista, que se alimenta de pequeños vertebrados, invertebrados, huevos, carroña y materia vegetal. Es uno de los pocos carnívoros capaces de comer invertebrados tóxicos como termitas y milpiés. Detecta presas principalmente por el olfato y el sonido más que por la vista. Es el único miembro vivo del género Civettictis.

## Taxonomía y evolución
Viverra civetta fue el nombre científico introducido en 1776 por Johann Christian Daniel von Schreber cuando describió civetas africanas basándose en descripciones y relatos previos. En 1915, Reginald Innes Pocock describió las diferencias estructurales entre las extremidades de especímenes de civetas africanas y de la India en la colección zoológica del Museo de Historia Natural de Londres. Debido a las notables diferencias, propuso Civettictis como un nuevo género, con C. civetta como única especie.
Un estudio de 1969 confirmó que esta civeta mostraba suficientes diferencias en la dentición respecto al resto de los viverrinos como para ser clasificada en su propio género.
La especie está dividida en las siguientes subespecies:
- C. c. congica, descrita por Ángel Cabrera en 1929, a partir de un espécimen zoológico del alto río Congo.
- C. c. schwarzi fue propuesta por Cabrera en 1929 para determinados especímenes de civetas africanas de África Oriental.
- C. c. australis, descrita por Bengt G. Lundholm en 1955, se basó en un espécimen macho y tres especímenes paratipo recolectados cerca del río Olifants en la provincia nororiental de Transvaal.
- C. c. volkmanni, también descrita por Lundholm en 1955, según un espécimen de las cercanías de Otavi, en Namibia.
- C. c. pauli, descrita en 2000 por Dieter Kock, Künzel y Rayaleh, a partir de un espécimen recolectado cerca de la costa cerca de Yibuti.

### Evolución
Un estudio filogenético de 2006 mostró que la civeta africana está estrechamente relacionada con el género Viverra. Se estimó que el clado Civettictis-Viverra divergió de Viverricula hace unos 16.2 millones de años, mientras que la civeta africana se separó de Viverra hace 12.3 millones de años. Los autores sugirieron que la subfamilia Viverrinae debería dividirse en Genettinae (Poiana y Genetta) y Viverrinae (Civettictis, Viverra y Viverricula). El siguiente cladograma se basa en este estudio.
|         | Civeta africana (Civettictis civetta) |
|         | |
| Viverra | \| \| Civeta india grande (Viverra zibetha) \| \| \| \| \| \| Civeta de grandes manchas (V. megaspila) \| \| \| \| \| \| Civeta malaya (V. tangalunga) \| \| \| \| |
|         | \| \| Civeta india grande (Viverra zibetha) \| \| \| \| \| \| Civeta de grandes manchas (V. megaspila) \| \| \| \| \| \| Civeta malaya (V. tangalunga) \| \| \| \| |
|         | Civeta india grande (Viverra zibetha) |
|         | |
|         | Civeta de grandes manchas (V. megaspila) |
|         | |
|         | Civeta malaya (V. tangalunga) |
|         | |

|  | Civeta india grande (Viverra zibetha)    |
|  |                                          |
|  | Civeta de grandes manchas (V. megaspila) |
|  |                                          |
|  | Civeta malaya (V. tangalunga)            |
|  |                                          |

|         | Civeta africana (Civettictis civetta) |
|         | |
| Viverra | \| \| Civeta india grande (Viverra zibetha) \| \| \| \| \| \| Civeta de grandes manchas (V. megaspila) \| \| \| \| \| \| Civeta malaya (V. tangalunga) \| \| \| \| |
|         | \| \| Civeta india grande (Viverra zibetha) \| \| \| \| \| \| Civeta de grandes manchas (V. megaspila) \| \| \| \| \| \| Civeta malaya (V. tangalunga) \| \| \| \| |
|         | Civeta india grande (Viverra zibetha) |
|         | |
|         | Civeta de grandes manchas (V. megaspila) |
|         | |
|         | Civeta malaya (V. tangalunga) |
|         | |

|  | Civeta india grande (Viverra zibetha)    |
|  |                                          |
|  | Civeta de grandes manchas (V. megaspila) |
|  |                                          |
|  | Civeta malaya (V. tangalunga)            |
|  |                                          |

|  | Genetta |
|  |         |
|  | Poiana  |
|  |         |

|         | Civeta africana (Civettictis civetta) |
|         | |
| Viverra | \| \| Civeta india grande (Viverra zibetha) \| \| \| \| \| \| Civeta de grandes manchas (V. megaspila) \| \| \| \| \| \| Civeta malaya (V. tangalunga) \| \| \| \| |
|         | \| \| Civeta india grande (Viverra zibetha) \| \| \| \| \| \| Civeta de grandes manchas (V. megaspila) \| \| \| \| \| \| Civeta malaya (V. tangalunga) \| \| \| \| |
|         | Civeta india grande (Viverra zibetha) |
|         | |
|         | Civeta de grandes manchas (V. megaspila) |
|         | |
|         | Civeta malaya (V. tangalunga) |
|         | |

|  | Civeta india grande (Viverra zibetha)    |
|  |                                          |
|  | Civeta de grandes manchas (V. megaspila) |
|  |                                          |
|  | Civeta malaya (V. tangalunga)            |
|  |                                          |

|         | Civeta africana (Civettictis civetta) |
|         | |
| Viverra | \| \| Civeta india grande (Viverra zibetha) \| \| \| \| \| \| Civeta de grandes manchas (V. megaspila) \| \| \| \| \| \| Civeta malaya (V. tangalunga) \| \| \| \| |
|         | \| \| Civeta india grande (Viverra zibetha) \| \| \| \| \| \| Civeta de grandes manchas (V. megaspila) \| \| \| \| \| \| Civeta malaya (V. tangalunga) \| \| \| \| |
|         | Civeta india grande (Viverra zibetha) |
|         | |
|         | Civeta de grandes manchas (V. megaspila) |
|         | |
|         | Civeta malaya (V. tangalunga) |
|         | |

|  | Civeta india grande (Viverra zibetha)    |
|  |                                          |
|  | Civeta de grandes manchas (V. megaspila) |
|  |                                          |
|  | Civeta malaya (V. tangalunga)            |
|  |                                          |

|  | Genetta |
|  |         |
|  | Poiana  |
|  |         |

## Características
La civeta africano tiene un pelaje áspero y tieso que varía de color desde blanco hasta amarillo crema y rojizo en la espalda. Las rayas, manchas y motas son de color marrón oscuro a negro. Las líneas horizontales son prominentes en las extremidades posteriores, las manchas están normalmente presentes en la sección media y se desvanecen en rayas verticales por encima de las extremidades anteriores. Su hocico es puntiagudo, las orejas pequeñas y redondas. Una banda negra se extiende sobre sus pequeños ojos, y dos bandas negras rodean su corto y ancho cuello. Siguiendo la columna vertebral del animal desde el cuello hasta la base de la cola está la cresta dorsal eréctil dorsal. Los pelos de la cresta eréctil son más largos que los del resto del pelaje.
La cresta sagital de su cráneo está bien desarrollada, proporcionando una gran área para la unión del músculo temporal. El arco zigomático es robusto y proporciona una gran área para la unión del músculo masetero. Esta musculatura y su mandíbula fuerte le otorgan una mordida poderosa. Su fórmula dental es {\displaystyle {\tfrac {3.1.4.2}{3.1.4.2}}}. Sus patas negras son compactas con plantas sin pelo, cinco dedos por mano en la cual el primer dedo está ligeramente hacia atrás de los demás. Sus garras largas y curvas son semi-retráctiles. Su longitud de cabeza y cuerpo es de 67-84 centímetros (26,4-33,1 plg), con una cola de 34-47 centímetros (13,4-18,5 plg) de longitud. El peso promedio es de 11 a 15 kilogramos (24,3 a 33,1 lb) dentro de un rango de 7 a 20 kilogramos (15,4 a 44,1 lb).
Es el vivérido más grande de África. 